# Sanchezia lasia
Sanchezia lasia är en akantusväxtart som beskrevs av Emery Clarence Leonard och L. B. Smith. Sanchezia lasia ingår i släktet Sanchezia och familjen akantusväxter. Inga underarter finns listade i Catalogue of Life.